# Valcava (Segonzano)
Valcava è una frazione del comune di Segonzano, in provincia di Trento, situata a circa 973 m s.l.m.

## Geografia fisica

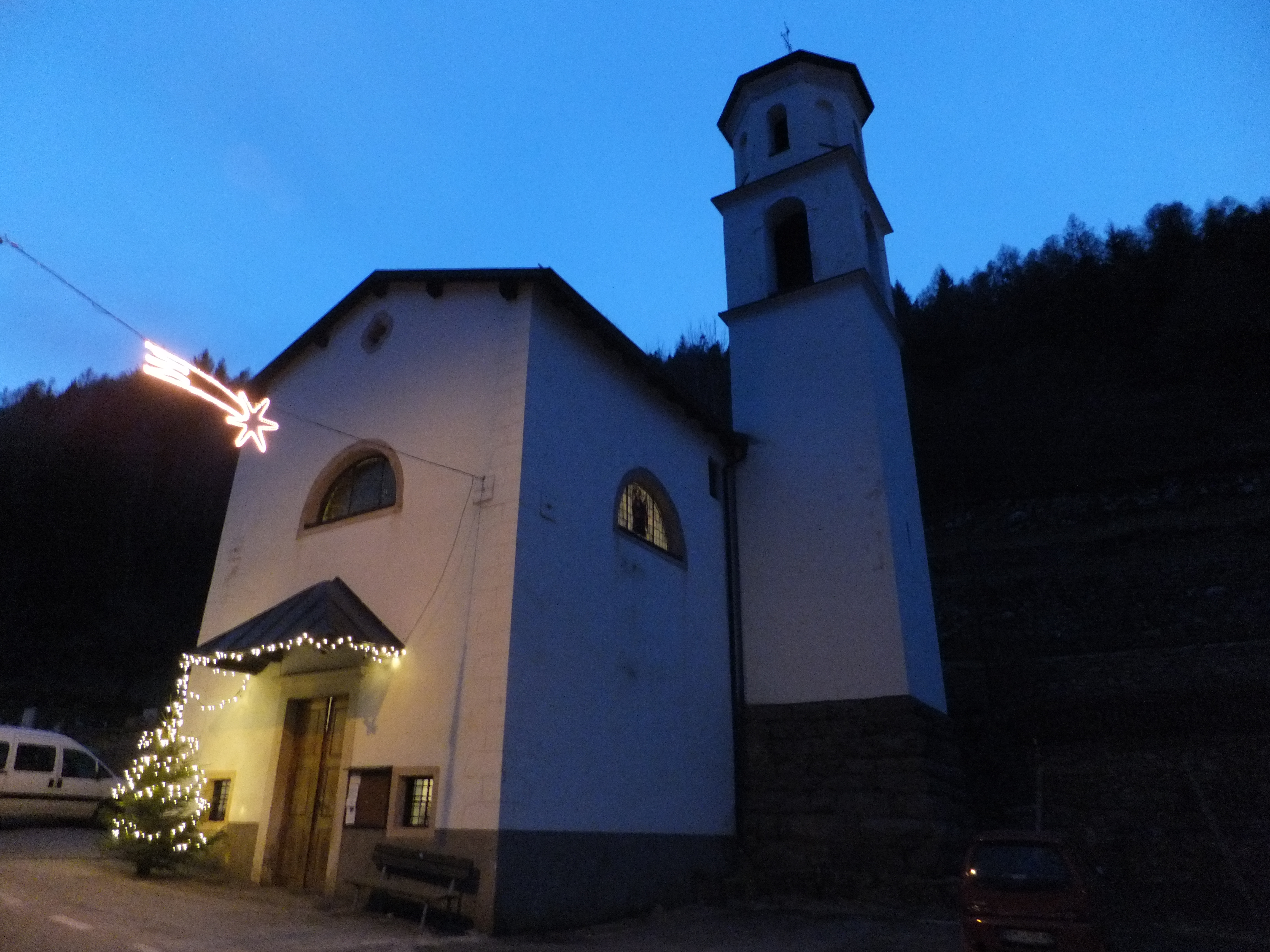
Vista notturna della chiesa degli Angeli Custodi

Il paese si trova su una ristretta conca pianeggiante, scavata dal rio Brusago sul versante nord-orientale del dosso di Segonzano, a cui deve il proprio nome. 

## Storia
Il paese è citato per la prima volta nel 1312, in alcuni documenti di Piné; è costituito da una quarantina di case, centrate attorno al cimitero e alla chiesa e suddivise grossomodo i due nuclei. Il villaggio venne risparmiato dall'epidemia di colera del 1855, e venne invece colpito dalle piogge torrenziali che flagellarono tutta la val di Cembra nel settembre 1882, allorché il rio Brusago asportò diversi mulini e fece franare la strada per Brusago.
Circa 1 km più a sud di Valcava, sulla strada per Brusago, si trova Caloneghi, un piccolo gruppo di casolari che viene generalmente associato a questa frazione: questa località venne fondata da dei carbonai, ma i suoi abitanti divennero in seguito pastori e costruttori di gerle e cerchioni da botte in legno di betulla. 
Gli scolari di Valcava frequentavano la scuola di Stedro, ma la distanza e le strade non sempre praticabili portarono ad aprirne una nel paese nell'anno 1837 (che contava mediamente trenta alunni), che venne poi chiusa nel corso del XX secolo.

## Monumenti e luoghi di interesse

### Architetture religiose
A Valcava si trova la chiesa degli Angeli Custodi, risalente al 1845, sussidiaria della chiesa della Madonna del Buon Consiglio di Brusago (Bedollo); è l'unica chiesa del comune che si trova al di fuori del decanato di Cembra e Lavis (essendo nel decanato di Civezzano e Piné). È presente anche un camposanto, costruito nel 1868 (prima i defunti venivano sepolti a Stedro).